# Dietmar Müller (Elektrotechniker)
Dietmar Müller (* 29. Januar 1940 in Röhrsdorf) ist ein deutscher Ingenieur. Er war von 1983 bis 2005 Professor für Schaltkreis- und Systementwurf an der TU Chemnitz.

## Werdegang
Dietmar Müller studierte Elektrotechnik an der TU Dresden von 1958 bis 1964. Seine anschließende Promotion schrieb er 1968 zum Thema
Beitrag zur automatischen Zeichenerkennung durch Untersuchung der Klassifizierbarkeit von punktabgetasteten Zeichen über die Auswertung des Frequenzinhaltes und der Entropieverteilung.
Seine Habilitation 1973 trug den Titel Verfahren und Gerätekonzeption zur automatischen Mehrschrifterkennung.
Nach Tätigkeiten in der Industrie (Robotron) und als wissenschaftlicher Mitarbeiter wurde er zum 1983 zum ordentlichen Professor für Schaltungs- und Systementwurf an der TU Karl-Marx-Stadt berufen. Der Schwerpunkt seiner Forschungsarbeiten lag auf dem Gebiet des ASIC-Entwurfs.
2005 wurde er in den Ruhestand versetzt.
Seit dem Jahr 2000 ist Dietmar Müller Mitglied der Sächsischen Akademie der Wissenschaften. Er ist auch Mitglied der Deutschen Akademie für Technikwissenschaften (acatech).

## Veröffentlichungen (Auswahl)
- mit Göran Hermann: ASIC – Entwurf und Test, Carl-Hanser-Verlag, 2004, ISBN 3-446-21709-6
- mit Claudia Kretzschmar, Robert Siegmund: Low Power Encoding Techniques for Dynamically Reconfigurable Hardware, in: The Journal fo Supercomputing, Sept. 2003, Kluwer Academic Publishers, 2003
- mit Robert Siegmund: Interface-basierter Entwurf digitaler Systeme, Design & Verification, publish-industry Verlag GmbH, Heft 3/2001, ISSN 0947-689-X
- mit Hans-Jürgen Brand, Robert  Siegmund, Steffen Riedel, Kay Hesse: Redesign of an MPEG2 HDTV Video Decoder considering Reuse Aspects, in: Reuse Techniques for VLSI Design. Kluwer Academic Publishers, 1999, ISBN 0-7923-8476-8.
- Entwurf und Einsatzmöglichkeiten von Gate-Array-Schaltkreisen, TU Chemnitz, 1986.